# Euathlus ameghinoi
Espèce
Euathlus ameghinoi est une espèce d'araignées mygalomorphes de la famille des Theraphosidae.

## Distribution
Cette espèce est endémique de la province de Chubut en Argentine,. Elle se rencontre vers Villa Dique Florentino Ameghino.

## Description
Le mâle holotype mesure 25,78 mm et la femelle paratype 22,49 mm.

## Étymologie
Cette espèce est nommée en l'honneur de Florentino Ameghino.

## Publication originale
- Allegue & Ferretti, 2025 : « Hidden in the plains: two new extra-andean species of Euathlus (Mygalomorphae, Theraphosidae) from Argentina with comments on their sexual behaviour. » Zoologica Scripta, vol. 54, no 2, p. 213-218.